# Leciñena
Leciñena es un municipio español de la provincia de Zaragoza (Aragón), con una población de 1131 habitantes (INE 2021).

## Geografía
Leciñena se localiza en plena depresión del Ebro a 415 m s. n. m., al pie de la sierra de Alcubierre.
Forma parte de la comarca de Los Monegros y dista 43 km de Sariñena, la capital comarcal.
Tiene una temperatura media anual de 13,5 °C y una precipitación media anual de 450 mm.

## Toponimia
De acuerdo a la tradición, Leciñena, en su origen, sólo fue una venta con una encina en la puerta. Esta venta, conocida por todos como la Venta de Leciñena, dio nombre al municipio.
Por otra parte, el nombre del pueblo vincula al mismo con la organización del territorio en torno a la Caesaraugusta romana. El término «Leciñena» parece relacionado con algún Licinius que tuviera en este lugar su villa junto a la explotación agrícola asociada.

## Arqueología
Las investigaciones arqueológicas en el término municipal de Leciñena han dado a conocer 53 yacimientos arqueológicos, con cronologías entre la Edad del Bronce y la Edad Media.
Los correspondientes al Bronce Antiguo-Bronce Medio revelan un alto índice de ocupación del territorio, existiendo tanto poblados estables de grandes dimensiones como ocupaciones semiestables. Sin embargo, en el Bronce Final-Edad de Hierro desciende la ocupación, habiéndose localizado seis poblados. Uno de ellos, llamado El Macerado, estuvo ocupado entre los siglos X y IX a. C.

## Historia
Leciñena está asociada a la reconquista de Zaragoza en 1118 por parte de Alfonso I el Batallador.
Tras la conquista, se creó la Baronía de Zuera, quedando Leciñena englobada dentro de la misma. El peculiar régimen de aprovechamiento de tierras y pastos surgido por esta situación en parte perduró hasta principios del siglo XX.
A partir de entonces, la historia de Leciñena quedó asociada a la de la villa de Zuera. De esta manera, cuando antes de 1338 Zuera se reintegró al Reino de Aragón, Leciñena también lo hizo; y cuando en 1366 Pedro IV el Ceremonioso vendió la Baronía a la ciudad de Zaragoza, Leciñena queda sometida al Señorío de la ciudad.
La tradición sitúa el origen del Santuario de Nuestra Señora de Magallón —fundamental en la historia y economía de Leciñena— en 1283.
En el siglo XV era uno de los santuarios más importantes del Reino y entre los siglos XVI y XVIII fue objeto de reformas y mejoras.
El 24 de enero de 1809, mientras Zaragoza sufría el segundo Sitio, el Santuario fue saqueado e incendiado por el ejército francés, circunstancia que provocó decenas de muertos entre los vecinos de Leciñena, además de numerosas bajas del ejército español en la denominada Batalla del Llano.

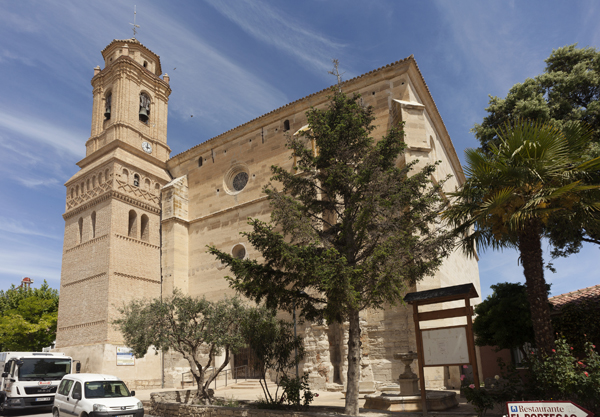
Iglesia de la Asunción, edificada con piedra caliza en el

La actual iglesia parroquial fue construida en la segunda mitad del siglo XVI, utilizándose piedra caliza, bajo la dirección del maestro Miguel de Altué. El coste de la construcción y posterior mantenimiento del templo pudo ser la causa del gran endeudamiento del Ayuntamiento leciñenense en el siglo XVI, que obligó a entregar el aprovechamiento de sus bienes a una junta acreedora, que todavía funcionaba en el siglo XVIII.
El municipio de Leciñena se constituyó, en el sentido moderno de la palabra, en la década de 1830, dentro de una remodelación institucional que afectó a toda España, si bien el término municipal actual no se fijó hasta 1940.
Pascual Madoz, en su Diccionario geográfico-estadístico-histórico de España de 1845, señala que Leciñena «tiene 180 casas de buena fábrica, 8 calles  y una plaza... iglesia parroquial (Nuestra Señora de la Asunción)... 6 ermitas, de las que solo tiene culto público la de Nuestra Señora de Magallón, edificio hermoso y noble».
Más adelante, la Guerra Civil afectó de forma notable al pueblo. Tras la sublevación militar de 1936, Leciñena quedó dentro de la zona republicana, aunque el 12 de octubre de ese mismo año, las tropas de Franco tomaron el municipio. El frente quedó establecido al este de la localidad, en el puerto de Alcubierre; instalados a ambos lados de la actual carretera A-129 y durante más de quince meses, los dos ejércitos mantuvieron el frente estable, apoyado en un complejo sistema de trincheras.
Los dos contendientes se hostigaron casi sin interrupción hasta la caída del frente, alternando períodos de intensos combates artilleros —acompañados de incursiones aéreas—, con otros de menor intensidad en la batalla.
El número de víctimas fue elevado para ambos bandos, estableciéndose ocasionales treguas para dar sepultura a los muertos que yacían en terreno batido por el fuego.

## Demografía
Leciñena cuenta con una población de 1090 habitantes (INE 2024).
| Gráfica de evolución demográfica de Leciñena entre 1842 y 2021                                                      |
| |
| Población de derecho según los censos de población del INE Población de hecho según los censos de población del INE |

El fogaje de 1495 censa un total de 59 fuegos para la población de Leciñena, siendo los apellidos o familias más representantivas presentes en el fogaje, los Latas, infanzones, que ya aparecen documentados en Leciñena en 1374,los Arruego documentados por primera vez en el pueblo en 1451,los Sieso, Marcén, Alquézar, Solanas, Bagüés, Fraylla, Letosa o Pérez.El censo de España de 1857 recoge una población de 1306 habitantes para Leciñena.
Este municipio alcanzó su techo demográfico entre 1920 y 1930 con 2108 habitantes; desde entonces, primero la Guerra Civil y luego la despoblación de las zonas rurales, propiciaron un significativo descenso en su población hasta los 1367 habitantes de 2000.
No obstante, en el siglo XXI se observa un descenso más atenuado: 1284 habitantes en 2005, 1234 en 2014 y 1146 en 2020.

## Economía
Si bien la actividad histórica del territorio ha sido la agricultura y la ganadería, actualmente la proximidad de Zaragoza, principal centro de trabajo y servicios para la localidad, así como la actividad en el polígono industrial, han propiciado la diversificación ocupacional.
Aproximadamente 11 000 ha del término municipal están cultivadas. Se trata de cereal de secano, trigo y cebada, que deben soportar unas condiciones climatológicas extremas (de hecho recientemente se ha recuperado la variedad autóctona de trigo Aragón 03) Sólo un pequeño porcentaje del terreno cultivado lo ocupan viñas, olivares y almendros. Los agricultores complementan su cultivo con explotaciones en huerta en pueblos próximos, o bien con granjas, o incluso con trabajos en empresas y comercios dentro y fuera de la localidad.
La ganadería tradicional era el ovino, si bien en las últimas décadas su importancia ha sido claramente superada por las granjas de porcino, unas treinta explotaciones. Existen además varias granjas de terneros, conejos y pollos. 	 
El sector industrial tiene su máximo exponente en el polígono industrial El Llano, donde se han instalado negocios de fabricación de maquinaria agrícola, semirremolques, cerrajería y montajes de aluminio, que se suman a las industrias ya existentes de selección de semillas, el matadero industrial de conejos, o la actividad comercializadora de la Cooperativa Agraria San Isidro.

## Administración y política
| Período   | Alcalde                | Partido |  |
| --------- | ---------------------- | ------- |  |
| 1979-1983 | Valero Marcén Solanas  | UCD     |  |
| 1983-1987 | Antonio Marcén Sancho  | PSOE    |  |
| 1987-1991 | Antonio Marcén Sancho  | PSOE    |  |
| 1991-1995 | Antonio Marcén Sancho  | PSOE    |  |
| 1995-1999 | Antonio Marcén Sancho  | PSOE    |  |
| 1999-2003 | Antonio Marcén Sancho  | PSOE    |  |
| 2003-2007 | Gonzalo Gavín González | PSOE    |  |
| 2007-2011 | Gonzalo Gavín González | PSOE    |  |
| 2011-2015 | Gonzalo Gavín González | PSOE    |  |
| 2015-2019 | Gonzalo Gavín González | PSOE    |  |
| 2019-2023 | Raúl Gracia Solanas    | PSOE    |  |
| 2023-2027 | Andrés Picazo Seral    | PSOE    |  |

| Partido político    | Partido político                                   | 2003   | 2007   | 2011   | 2015   | 2019   | 2023   |
| Partido político    | Partido político                                   | Ediles | Ediles | Ediles | Ediles | Ediles | Ediles |
|                     | Partido de los Socialistas de Aragón (PSOE-Aragón) | 5      | 5      | 5      | 5      | 5      | 5      |
|                     | Partido Popular de Aragón (PP)                     | —      | —      | 4      | 4      | 4      | 4      |
|                     | Partido Aragonés (PAR)                             | 4      | 4      | —      | —      | —      | —      |
|                     | Chunta Aragonesista (CHA)                          | —      | 0      | —      | —      | —      | —      |
| Total de concejales | Total de concejales                                | 9      | 9      | 9      | 9      | 9      | 9      |

### Cultura
Leciñena conserva todavía un léxico residual de la lengua aragonesa estudiado por Gonzalo Gavín González.
Asimismo, cabe destacar la escuela de música de Leciñena y la asociación musical La Encina de Leciñena (antigua banda municipal), con un disco editado y muchos años de trayectoria.

### Patrimonio

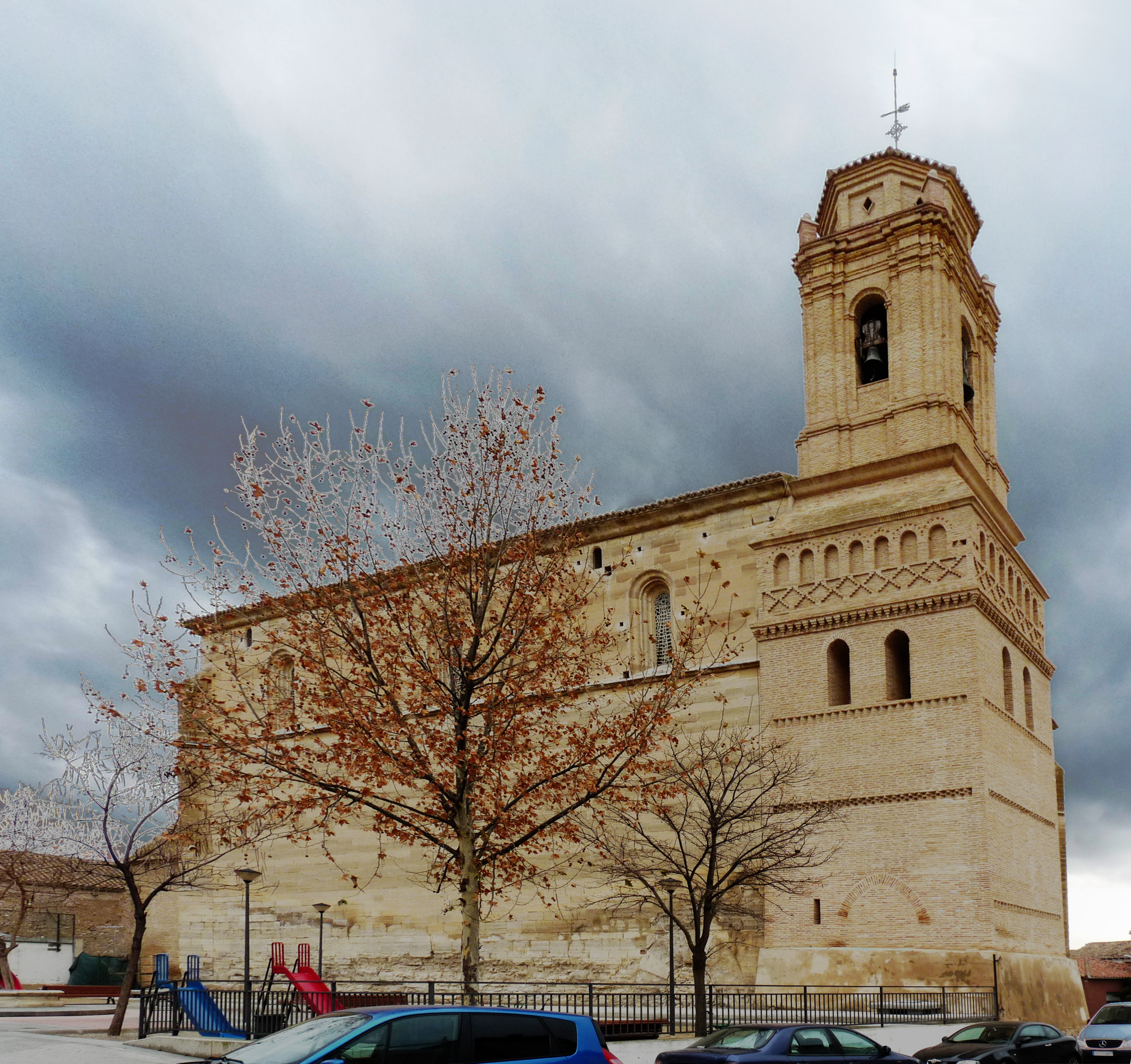
Iglesia de Nuestra Señora de la Asunción, de estilo gótico-renacentista

Dentro del casco urbano, sobresale la Iglesia parroquial de Nuestra Señora de la Asunción, imponente obra del siglo XVI.
De estilo gótico-renacentista, está construida en piedra sillar de muy buena factura.
Su torre campanario, que se alza a la izquierda de la fachada oeste, está construida enteramente en ladrillo, y es fruto de tres etapas constructivas, la más interesante la del cuerpo cuadrado hasta el recrecimiento del siglo XVI. Especialmente curioso resulta el hecho de que  en su interior la torre está construida en argamasa y sólo al exterior está forrada de ladrillo.
El edificio consta de tres naves y ábside poligonal.

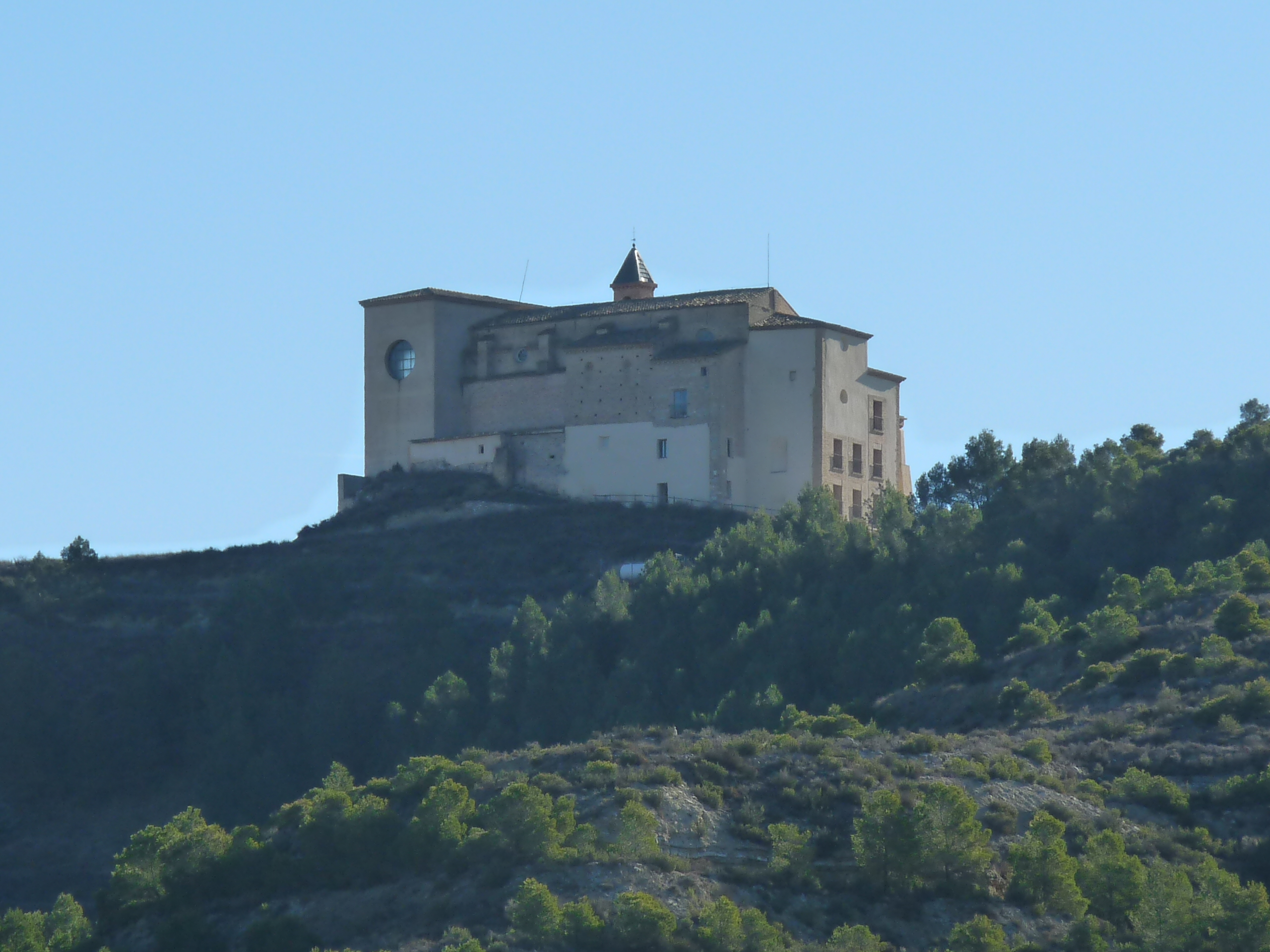
Santuario de la Virgen de Magallón

En las inmediaciones del municipio, en un altozano a 555 m s. n. m., se emplaza en el Santuario de la Virgen de Magallón.  Comenzada su construcción en el siglo XIII, sufrió numerosas reformas y ampliaciones que culminaron en el siglo XVIII.
Aquí, de acuerdo a la tradición, se le apareció la Virgen a un pastor en el año 1283.
Actualmente se encuentra totalmente restaurada y mantiene funciones de hostelería. Ofrece una inmejorable vista sobre la comarca y el valle del Ebro.
Además del Santuario se pueden apreciar las ruinas de tres pequeños oratorios, dedicados a San José, San Juan Bautista y San Juan Evangelista, el gran aljibe del santuario o los restos de la nevera medieval contigua a este edificio.
Siguiendo la carretera A-129 se accede al vivac de «Las tres Huegas», conjunto de trincheras e instalaciones militares excavadas por el ejército nacional durante la Guerra Civil.
La posición defensiva, hoy reconstruida, incluye refugios, puestos de mando, cocinas, pozos y cuevas para la protección del mando o depósitos de munición.
El conjunto estuvo operativo desde octubre de 1936 hasta marzo de 1938.

### Fiestas y tradiciones
- El 24 de enero se rememora la Batalla del Llano, contienda que tuvo lugar en 1809 durante la Guerra de la Independencia.
- La fiesta de la Venida de la Virgen se celebra el 15 de marzo. Se bailan y cantan las seguidillas de Leciñena —cantos y bailes de música profana— y se interpreta el dance. También se sube en procesión al Santuario.
- En Santa Águeda, el 15 de agosto, se realiza la «Llega» con el fin de recoger donativos para el Santuario de Nuestra Señora de Magallón.
- El 16 de agosto, San Roque, se conmemora la festividad del santo instalando un pequeño altar en una calle a la que acuden los vecinos.
- Las fiestas más populares del municipio tienen lugar en torno al 8 de septiembre, en honor de la Virgen de Magallón. Se suceden verbenas, folclore, comidas multitudinarias, vaquillas, toros de fuego, cucañas, actividades deportivas y rondas por las numerosas peñas.[23]

## Personas destacadas
- Lorenza Marcén, quien junto a su hijo Nicolás Seral, un muchacho de apenas quince años, maniobraron el cañón ubicado en el Santuario de Magallón en la Batalla del Llano del 24 de enero de 1809 contra el ejército napoleónico, muriendo ambos en la batalla.[24][25]
- Francisco Marín Bagüés (1879-1961). Pintor representativo de la pintura regionalista aragonesa. Entre sus obras hay también una abundante producción de retratos en los años de la postguerra, así como numerosos apuntes de paisajes y bocetos para proyectos de decoración mural.